# Salary Cap (NBA)
Als Salary Cap (englisch für Gehaltsobergrenze) bezeichnet man in der NBA die Gehaltsobergrenze, die jede Mannschaft für Spieler ausgeben darf.
Diese Obergrenze verändert sich in jedem Jahr und hängt von den Gesamteinnahmen der Liga im Vorjahr ab. In der Saison 2015/16 lag der Salary Cap pro Mannschaft bei 70 Millionen Dollar, 2016/2017 soll er auf ca. 90 Millionen steigen. Wie in anderen Sportarten dient diese Regelung dazu, die Gesamtausgaben für Spieler zu begrenzen und zudem finanzstärkere Mannschaften davon abzuhalten, alle Stars der Liga zu verpflichten. So soll die Liga insgesamt spannender und abwechslungsreicher bleiben.

## Geschichte
Bereits Mitte der 1940er Jahre führte die NBA einen Salary Cap ein, der jedoch bereits nach einem Jahr wieder abgeschafft wurde. In den nächsten vier Jahrzehnten gab es keine Gehaltsbeschränkungen in der NBA. Erst in der Saison 1984/85 kam es zur erneuten Einführung des Salary Caps in der heutigen Form. In dieser Saison durften die Teams maximal 3,6 Millionen Dollar an Spielergehältern ausgeben. Die NBA war die erste der nordamerikanischen Profiligen, die einen Salary Cap einführte.

## Art der Gehaltsbeschränkung
Es gibt verschiedene Varianten eines Salary Caps. So gelten in der NFL und der NHL absolute Obergrenzen, die unter keinen Umständen überschritten werden dürfen (hard caps). In der NBA gibt es dagegen zahlreiche Ausnahmen, unter denen auch höhere Gesamtgehälter gezahlt werden können (soft caps). Diese Regelung wurde gewählt, um es den Teams zu ermöglichen, die eigenen Spieler zu halten, auch wenn die Grenze dadurch überschritten wird. Durch die Bindung der Spieler an ihren Verein wird erfahrungsgemäß auch die Bindung der Fans verbessert und so insgesamt der Umsatz der NBA gesteigert.

## Tarifvertrag
Zwischen der NBA (vertreten durch die Sportkommissare und die 30 Teambesitzer) und der Spielervereinigung der NBA wird ein Tarifvertrag (engl. Collective Bargaining Agreement, kurz CBA) abgeschlossen. In diesem werden alle Regelungen zu den Spielerverträgen, Transfermodalitäten, der Einnahmeverteilung, den Drafts, dem Salary Cap und weiteren Details getroffen. Im Juni 2005 lief der 1999 abgeschlossene Tarifvertrag aus, so dass es zu neuen Verhandlungen kam. Nachdem ähnliche Verhandlungen in der NHL 2004/05 zu einem lang andauernden Streik geführt hatten, kam es im Juli 2005 zu einer schnellen Einigung. Der Vertrag lief bis zum Ende der Saison 2010/11 mit einer Option auf eine einjährige Verlängerung durch die Liga, die jedoch nicht wahrgenommen wurde. Die Veränderungen zwischen beiden Tarifverträgen waren im Bezug auf den Salary Cap marginal. Als Ausgleich für die umstrittene Heraufsetzung des Mindestalters der Spieler erhielten diese einen geringfügig höheren Anteil der Einnahmen der Liga. Außerdem sank der Höchstlohn für einzelne Spieler leicht. Da seit dem 1. Juli 2011 kein Tarifvertrag zwischen den Spielern und den Klubbesitzern besteht, verhängte die Liga einen „lockout“, welcher 149 Tage dauerte und die Saison 2011/2012 auf 66 Spiele verkürzte.

## Ausnahmen
Aus der Gestaltung der Gehaltsobergrenze als „Soft Cap“ ergibt sich die Notwendigkeit, die Ausnahmen zu definieren, unter denen eine Mannschaft einen Vertrag mit einem Spieler abschließen kann, auch wenn sie dadurch ihren Salary Cap überschreitet.

### Regel für den Durchschnittslohn
Ein Team kann einen Vertrag mit einem Spieler abschließen, der den durchschnittlichen NBA-Lohn erhält, auch wenn dadurch die Salary Cap des Teams überschritten wird oder bereits vorher überschritten war. Der Durchschnittslohn in der NBA betrug in der Saison 2009/10 5,854 Mio. US-Dollar. Es können einzelne Free Agents zu dem Durchschnittslohn verpflichtet werden oder aber mehrere Free Agents, deren Gesamtsalär die Höhe des Durchschnittslohns nicht überschreiten darf. Von dieser Regelung darf jedes Team, das die Gehaltsobergrenze zu Beginn der Saisonpause überschreitet, Gebrauch machen. Beispiele für die Anwendung dieser Regel sind die Verpflichtung von Antonio McDyess durch die Detroit Pistons in der Sommerpause 2004 oder die Verpflichtung von Ron Artest durch die Los Angeles Lakers in der Sommerpause 2009.
Mit dem im Dezember 2011 ausgehandelten neuen Tarifvertrag wurden einige Änderungen eingeführt: Für Teams, welche sich unter der Luxussteuergrenze befinden, gibt es eine Durchschnittslohn-Ausnahme (Mid-Level Exception) in Höhe von 5 Millionen Dollar im ersten Vertragsjahr und mit einer maximalen Länge von 4 Jahren.
Für Teams über der Luxussteuergrenze gibt es diese Ausnahme in einer abgespeckten Version mit 3 Millionen Dollar Gehalt im ersten Jahr und einer Maximallänge von 3 Jahren.
Dazu kam noch eine dritte Ausnahme für Teams, welche sich sogar unter der Gehaltsobergrenze befinden und keine der beiden oben genannten Ausnahmen nutzen können: Für solche Mannschaften dürfen ihren Raum unter der Obergrenze nutzen und zusätzlich noch einen oder mehrere Spieler für 2,5 Millionen Jahresgehalt über höchstens 2 Jahre verpflichten. Diese 3 Ausnahmen sind bis zum Ende der Saison 2012/2013 in ihrer Höhe festgesetzt und werden erst danach jährlich um 3 % steigen.

### Zwei-Jahres-Regel
Die Zwei-Jahres-Regel erlaubt es, einen Free Agent zu einem Anfangsgehalt von 1,672 Mio. US-Dollar (Stand: 2009/10) für bis zu zwei Jahre zu verpflichten. Wie die Regel für den Durchschnittslohn kann auch die Zwei-Jahres-Regel zwischen verschiedenen Spielern aufgeteilt werden. Eine Gehaltserhöhung darf nicht 8 % per Annum überschreiten. Ein Beispiel für die Anwendung dieser Regel ist die Verpflichtung von Karl Malone durch die Los Angeles Lakers vor der Saison 2003/04.

### Rookie-Regel
Unabhängig von der Überschreitung der Salary Cap darf ein Team in der ersten Draft-Runde immer einen Rookie zu den gängigen Rookie Scale Salaries (Rookie-Gehalt abhängig von der Draft-Position) verpflichten.

### Larry-Bird-Regel
Die wahrscheinlich bekannteste Ausnahmeregel ist nach dem Spieler Larry Bird benannt. Die Boston Celtics waren das erste Team, dem es erlaubt wurde, die Salary Cap zu überschreiten, um mit ihrem Spieler Larry Bird einen neuen Vertrag abzuschließen. Free Agents, die für die Anwendung dieser Regel in Frage kommen, werden im Tarifvertrag als qualifying veteran Free Agents oder Bird Free Agents bezeichnet. Die Regelung ermöglicht es einem NBA-Team, ihre Salary Cap zu überschreiten, um einem ihrer eigenen Free Agents einen neuen Vertrag anzubieten, der bis zum Maximallohn gehen kann. Damit ein Spieler zu einem Bird Free Agent werden kann, muss er mindestens drei Jahre in Folge für dasselbe Team gespielt haben, ohne entlassen oder das Team als Free Agent gewechselt zu haben. Die Gestaltung der Verträge, z. B. bestehend aus drei aufeinanderfolgenden Einjahresverträgen oder einem Dreijahresvertrag, ist dabei unerheblich. Wird der Bird Free Agent zu einem anderen Team getradet, behält er seine Rechte bei, sodass sein neues Team von der Larry-Bird-Regel weiterhin Gebrauch machen und die Gehaltsobergrenze sprengen bzw. weiter überschreiten kann. Verträge nach dieser Regel können maximal über fünf Jahre abgeschlossen werden. Durch den aktuellen Tarifvertrag ist es außerdem für Spieler mit Bird-Rechten unattraktiv einen neuen Vertrag zu unterschreiben, bevor der alte Vertrag ausgelaufen ist, da das Maximalgehalt einer Verlängerung niedriger ist als ein neuer sog. maximum contract.

### Early-Bird-Regel
Die Early-Bird-Regel ist eine abgeschwächte Form der Larry-Bird-Regel. Free Agents, für die diese Regel angewendet werden kann, werden early qualifying veteran Free Agents genannt. Nach zwei aufeinanderfolgenden Spielzeiten ohne Entlassung oder Wechsel als Free Agent kann das Team seinem eigenen Free Agent einen neuen Vertrag zu veränderten Konditionen anbieten, dem zufolge der Spieler entweder 175 % seines alten Lohns oder den NBA-Durchschnittslohn erhält, abhängig davon, welcher der beiden Beträge höher ist. Early-Bird-Verträge müssen eine Laufzeit von mindestens zwei und maximal vier Saisons betragen.
Die Early-Bird-Rechte verfallen, wenn der Spieler zu einem anderen Team getradet wird. Allerdings bleibt hierbei dem Spieler das Recht vorbehalten, gegen einen ihn betreffenden Trade sein Veto einzulegen.
Ein Beispiel hierfür ist die Weigerung Devean Georges, einem Trade von den Dallas Mavericks zu den New Jersey Nets in der Saison 2007/08 zuzustimmen.

### Non-Bird-Regel
Free Agents, die sich für die Anwendung der Non-Bird-Regel eignen, werden im Tarifvertrag non-qualifying Free Agents genannt. Damit ist gemeint, dass sie sich weder für die Larry-Bird-Regel noch für die Early-Bird-Regel qualifizieren. Gemäß der Non-Bird-Regel können Teams einen neuen Vertrag mit ihrem eigenen Free Agent abschließen, der dem Spieler entweder mindestens 120 % des Vorjahreslohns oder mindestens 120 % des von der NBA definierten Mindestlohns garantiert. Der höchste der beiden Beträge wird hierfür gewählt. Verträge nach dieser Regel dürfen bis zu vier Jahre andauern.

### Regel für den Mindestlohn
Ein Team kann auch bei überschrittenem Salary Cap einen Spieler für bis zu zwei Jahre zum Minimalgehalt der NBA verpflichten. Bei einem Zweijahresvertrag erhält der Spieler im zweiten Jahr den Mindestlohn dieser Saison. Für den Vertrag darf kein Bonus bei Vertragsabschluss gezahlt werden. Bei einem Trade des Spielers, der den Mindestlohn bezieht, bleibt die Regelung und damit der Vertrag für sein neues Team bestehen. Es können beliebig viele Spieler unter dem Mantel dieser Ausnahmeregelung verpflichtet werden.

### Trade-Regel
Unter der Annahme, dass ein Team einen Spieler #1 für einen Spieler #2, dessen Gehalt geringer ist als das von Spieler #1, eintauscht, so kann betreffendes Team die Gehaltsdifferenz innerhalb eines Jahres für andere Trades nutzen. Diese Regelung findet vor allem dann Anwendung, wenn Draft Picks (Wahlrecht beim NBA-Draft) unmittelbar gegen einen anderen Spieler getradet werden. Da Draft Picks keinen Gehaltswert haben, besteht die einzige Möglichkeit zur Kompensation des Gehalts in der Anwendung der Trade-Regel. Weiterhin kann diese Regel dazu genutzt werden, den Verlust eines Free Agents auszugleichen, indem das vom Verlust betroffene Team einen Vertrag mit seinem Free Agent abschließt, den Spieler anschließend tradet und so einen finanziellen Spielraum für spätere Spielerverpflichtungen erhält. Diese Regelung gilt nicht für Trades, an denen mehr als zwei Spieler beteiligt sind, obgleich weitere Zahlungen oder Draft Picks als Bestandteil des Trades erlaubt sind. Ein Beispiel für die Anwendung dieser Ausnahme ist die Verpflichtung von Lamar Odom durch die Dallas Mavericks, die zuvor Tyson Chandler nach New York geschickt hatten.

### Regel für verletzte Spieler
Diese Regelung erlaubt es einem Team, das bereits die Gehaltsobergrenze überschritten hat, für einen arbeitsunfähigen Spieler einen Ersatz zu vergünstigten Konditionen zu verpflichten. Zur Anwendung dieser Regel muss die voraussichtliche Ausfallzeit durch einen von der NBA ausgewählten Arzt bestätigt werden. Das Maximalgehalt des Ersatzspielers beträgt entweder 50 % von dem Gehalt des verletzten Spielers oder aber das des Durchschnittslohns für Teams unter der Luxussteuergrenze, je nachdem, welcher der beiden Beträge geringer ausfällt.
Obgleich es jedem Team freisteht, mit einer Ausnahmeregelung mehrere Spieler zu verpflichten, ist es jedoch nicht möglich, für die Verpflichtung eines einzigen Spielers mehrere Regelungen zu kombinieren.
In der Saison 2009/2010 wurde Trevor Ariza eben über diese Ausnahme von den Houston Rockets unter Vertrag genommen.
Seit 2011 kann der bzw. die als Ersatz verpflichteten Spieler über ein Jahr verpflichtet werden. Vorher waren bis zu 5 Jahre möglich.

## Luxussteuer
Durch die zahlreichen Ausnahmeregelungen ist es einem Team möglich, den Salary Cap fast unbeschränkt zu überschreiten. Um die Teams trotzdem davon abzuhalten, verlangt die NBA eine Luxussteuer genannte Abgabe, wenn der Salary Cap deutlich überschritten wird. Der Betrag, um den die Mannschaften den Salary Cap überziehen dürfen, ohne die Luxussteuer zahlen zu müssen, wird in einer komplizierten Formel festgelegt. Für jeden Dollar, der über diese Toleranzgrenze hinaus an Spielergehältern gezahlt wird, musste ein Team einen weiteren Dollar an die NBA abführen. Während die meisten Teams den Salary Cap überschreiten, lagen nur sehr wenige außerhalb der Toleranzgrenzen. In der Saison 2005/06 lagen diese bei 61,7 Millionen Dollar. Die New York Knicks sind seit einigen Jahren das Team mit den höchsten Gehaltsausgaben. In der Saison 2005/06 betrugen diese 124 Millionen Dollar und lagen damit um 74,5 Millionen über dem Salary Cap und um 62,3 Millionen über dem Toleranzbereich. Diesen Betrag musste James L. Dolan, der Besitzer der Knicks, an die NBA überweisen. Alle gezahlten Luxussteuern werden unter den Teams aufgeteilt, die nichts bezahlen mussten. So fließen diesen Teams oftmals einige Millionen zu, die zur Verbesserung der Chancen finanzschwächerer Teams beitragen.
Im Sommer 2005 wurde der neue Tarifvertrag um eine Amnestie-Klausel ergänzt. Diese gibt jedem Team die einmalige Möglichkeit, genau einen Spieler zu entlassen und ihn so aus der Berechnung der Luxussteuer auszuschließen. Diese Entscheidung ist dabei ausschließlich für die Berechnung der Luxussteuer relevant. Die Mannschaft muss dem entlassenen Spieler sein Gehalt weiter in voller Höhe bezahlen und es geht auch weiterhin in die Berechnung des Salary Caps ein. Während der Laufzeit des gekündigten Vertrags darf das Team den Spieler nicht erneut verpflichten. Ansonsten wird der Spieler wie jeder andere entlassene Spieler behandelt.
Die Amnestie-Klausel wurde spöttisch auch „Allan-Houston-Regel“ genannt, da Allan Houston als das Symbol für einen Free Agent galt, dem noch vor der Einführung der Luxussteuer ein dramatisch überhöhter Vertrag gegeben wurde. Die New York Knicks entschieden sich jedoch gegen Allan Houston und entließen stattdessen Jerome Williams. Ebenfalls zur Anwendung der Amnestie-Klausel wurden Michael Finley, Brian Grant und Derek Anderson entlassen. Während Williams und Grant ihre Karrieren unmittelbar beendeten, wechselten Finley und Anderson zu anderen Teams, während sie weiterhin auch von ihren alten Mannschaften Höchstlöhne erhielten.
Auch im neuen CBA (2011/2012) gab es wieder eine Amnestie-Klausel, welche nur für Spieler, die ihre Verträge vor der Saison 2011/2012 unterzeichnet haben, wirksam ist. Unter anderem Gilbert Arenas, Charlie Bell, Baron Davis und Chauncey Billups fielen dieser Klausel zum Opfer. So entlassene Spieler können anschließend in einem Bieterverfahren von den Teams unter der Gehaltsobergrenze verpflichtet werden. Finden sich keine Interessenten, so wird der betroffene Spieler Free Agent und kann von jeden Team (zum Mindestgehalt) verpflichtet werden.
Die Luxussteuer wird bis zum Ende der Saison 2012/2013 wie bisher (1 Dollar für einen Dollar) berechnet.
Danach wird diese wie folgt verschärft:

### Luxussteuer ab der Saison 2013–14
| Betrag über der Steuergrenze | Standardsteuersatz | Erhöhter Steuersatz |
| ---------------------------- | ------------------ | ------------------- |
| unter 5 Millionen Dollar     | 1,50 $             | 2,50 $              |
| 5–10 Millionen Dollar        | 1,75 $             | 2,75 $              |
| 10–15 Millionen Dollar       | 2,50 $             | 3,50 $              |
| 15–25 Millionen Dollar       | 3,25 $             | 4,25 $              |

Erklärung:
Der erhöhte Steuersatz gilt für Teams, die in den 4 vorherigen Jahren bereits Luxussteuer bezahlt haben. Höchstens 50 % dieser Steuereinnahmen werden an die Teams ausgeschüttet, welche keine Zusatzabgabe entrichten mussten. Was genau mit den restlichen 50 % geschehen soll, ist im aktuellen CBA nicht explizit geregelt.
Beispiele:
Hat ein NBA-Team, welches nicht unter den erhöhten Steuersatz fällt, Spielergehälter, welche in der Summe um 7 Millionen Dollar über der Luxussteuergrenze liegen, so muss dieses für die ersten 5 Millionen 1,50 Dollar pro Dollar, also 7,5 Millionen Dollar, zahlen und für die restlichen 2 Millionen 1,75 Dollar pro Dollar. Insgesamt wären in dem Beispiel also 11 Millionen Dollar Luxussteuer fällig, welchen nur 7 Millionen Dollar an Gehältern gegenüberstehen.
Ein weiteres NBA-Team überschreitet seit 5 Jahren die Luxussteuergrenze. Nun liegen die Spielergehälter um 18 Millionen über dieser Grenze. In der Folge werden für die ersten 5 Millionen Dollar 12,5 Millionen an Luxussteuer fällig. Die nächsten 5 Millionen würden dann 13,5 Millionen Dollar an Steuer anfallen. Dazu kämen dann 17,5 Millionen für die dritte Tranche von 5 Millionen und weitere 12,75 Millionen für die letzten 3 Millionen. Insgesamt würde eine derartige Überschreitung 56,25 Millionen allein an Luxussteuer kosten.
Langfristig ist es also selbst für finanzstärkere Franchises unattraktiv, die Luxussteuergrenze dauerhaft weit zu überschreiten, da dem Vorteil von theoretisch besseren Spielern eine unverhältnismäßig große finanzielle Mehrbelastung gegenübersteht.

## Entwicklung
Mit Ausnahme der Saisons 2002/03, 2009/10, 2011/12 und 2012/2013 wurde der Salary Cap bisher in jedem Jahr angehoben.
Das folgende Diagramm zeigt die Entwicklung seit der Einführung des Salary Caps im Jahr 1984.
NBA Salary Cap in US-Dollar